# 长刺猪毛菜
长刺猪毛菜（学名：Salsola paulsenii）为苋科猪毛菜属的植物。分布于俄罗斯、蒙古以及中国大陆的新疆等地，生长于海拔450米至3,400米的地区，多生长于砾质戈壁滩以及含盐分的砂地，目前尚未由人工引种栽培。

## 异名
- Salsola potaninii Iljin